# 武攸望
武攸望（?—?），唐朝并州文水（今山西省文水县）人。他是武则天伯父武士讓的孙子，武弘度的儿子，武攸歸、武攸止的弟弟。

## 生平
武攸望原为唐朝的尚乘直长。690年九月十二，武则天迫使儿子唐睿宗退位，自称圣神皇帝，建立武周，武攸望被封为會稽郡王。同时，武承嗣為魏王，武三思為梁王，武攸寧為建昌王、武攸歸九江王、武仁範河間王，武懿宗河內王、武嗣宗臨川王、武載德颍川王，武攸止恒安王，武攸暨千乘王，武攸宜建安王、武攸緒安平王、武重規高平王，武延基南陽王、武延秀淮陽王，武崇訓高陽王、武崇烈新安王，武延暉嗣陳王、武延祚咸安王。699年七月，武则天命令建安王武攸宜留守西京，接替会稽王武攸望。705年，神龙革命之后，会稽郡王武攸望改封为邺国公，官至太常卿。《宰相世系表》说他官至少府監、封蔡公。李隆基诛杀韦后，武攸望以太府卿贬为春州司马而死。

## 子孙
- 孙子：武徹，洋州刺史
- 儿子：武温昚